# 강승연 (1977년)
강승연(1977년 7월 1일 ~ )은 대한민국의 배우이다.

## 생애
1991년 중학교시절, 어린이드라마 KBS1 《사랑이 꽃피는 나무》로 데뷔하고,1996년 SBS 서울방송 6기 공채 탤런트로 정식 데뷔한 뒤 TV 드라마에서 활동하였다.

## 학력
- 서울예술대학교 (방송연예과 96학번 / 전문학사)

## 경력
- 1996년: SBS 6기 공채 탤런트

## 출연 작품

### 드라마
- 1991년 KBS1 청소년드라마 《사랑이 꽃피는 나무》
- 1993년 MBC 청소년드라마 《사춘기》
- 1995년 KBS 청소년드라마 《신세대 보고 - 어른들은 몰라요》
- 1996년 SBS 드라마스페셜 《남자대탐험》
- 1996년 SBS 드라마스페셜 《8월의 신부》 … 은진 역
- 1997년 SBS 일일연속극 《지평선 너머》
- 1998년 SBS 드라마스페셜 《미스터Q》
- 1998년 SBS 일일시트콤 《순풍산부인과》
- 1998년 SBS 주말극장 《사랑해 사랑해》
- 1998년 SBS 일일연속극 《7인의 신부》
- 1998년 SBS 일일드라마 《미우나 고우나》
- 1999년 SBS 아침드라마 《지금은 사랑할 때》
- 1999년 SBS 일요드라마 《카이스트》
- 1999년 SBS 드라마스페셜 《토마토》
- 2000년 SBS 월화드라마 《천사의 분노》
- 2000년 SBS 창사 10주년 특별기획 드라마 《덕이》